# مطیع الرحمان نظامی
مطیع الرحمن نظامی (به بنگلادشی:মতিউর রহমান নিজামী) رهبر مسلمانان بنگلادش است. وی در سال ۱۹۴۳ میلادی دیده به جهان گشود. تحصیلاتش را در رشتهٔ اقتصاد تا مقطع دکترا ادامه داد. وزیر کشاورزی و وزیر صنعت بنگلادش شد. وی ابتدای سال ۲۰۱۶ میلادی به اعدام محکوم شد.